# NGC 4488
NGC 4488 (другие обозначения — UGC 7653, MCG 2-32-104, ZWG 70.137, VCC 1318, PGC 41363) — галактика в созвездии Девы.
Галактика имеет пекулярную морфологию: её внутренняя часть имеет форму, близкую к прямоугольной, наподобие LEDA 074886. У неё два вытянутых спиральных рукава, вероятно, имеющих приливную природу. Из-за этого не удаётся определить её ориентацию в пространстве.
Этот объект входит в число перечисленных в оригинальной редакции «Нового общего каталога».